# Хотимля (Башкортостан)
Хотимля (баш. Хотимля, тат. Күтәмәле) — деревня в Давлекановском районе Республики Башкортостан Российской Федерации. Входит в состав Бик-Кармалинского сельсовета.

## География

### Географическое положение
Расстояние до:
- районного центра (Давлеканово): 32 км,
- центра сельсовета (Бик-Кармалы): 5 км,
- ближайшей ж/д станции (Давлеканово): 32 км.

## Население
| 2002 | 2009 | 2010 |
| ---- | ---- | ---- |
| 229  | ↘220 | ↗221 |

### Национальный состав
Согласно переписи 2002 года, преобладающая национальность — татары (36 %).